# Gélose PALCAM
 (novembre 2022).
La gélose PALCAM est un milieu d'isolement et de dénombrement de Listeria monocytogenes utilisé en seconde intention après la gélose Oxford.

## Composition pour1L
- Agents nutritifs :
  - Peptone : 23,0 g
  - Amidon : 1,0 g
  - Chlorure de sodium : 5,0 g
  - Agar-agar (agar Columbia) : 13,0 g
  - D(+)-mannitol : 10,0 g
  - Ammonium fer-III-citrate : 0,5 g
  - Esculine : 0,8 g
  - Glucose : 0,5 g
  - Eau déminéralisée : qsp 1 L

- Agents inhibiteurs :
  - Chlorure de lithium : 15,0 g
  - Polymyxine-B (sulfate) : 10 mg
  - Ceftazidime : 20 mg
  - Acriflavine : 5 mg

- Indicateur de pH :
  - Rouge de phénol : 0,08 g

pH = 7,0 ± 0,2
Les antibiotiques et l'acriflavine sont ajoutés au milieu en surfusion.

## Lecture
Les inhibiteurs listés dans la composition inhibent fortement la flore associée.
Les colonies vert olive (mannitol -) avec halo noir (esculine +) de diamètre 1,5 mm sont des colonies susceptibles d'être des Listeria monocytogenes.

## Sources
- BIOKAR [archive] fabricant
- Norme NF EN ISO 11290-1/A1 février 2005, méthode horizontale pour le recherche et le dénombrement de Listeria monocytogenes
- Joffin Jean-Noël, Leyral Guy, Dictionnaire des Techniques, CRDP d'Aquitaine réseau Canopé, 2014, 5e édition, 418 p.,  (ISBN 978-2-8661-7515-3)
- Joffin Jean-Noël, Joffin Christiane, Microbiologie alimentaire, CRDP d'Aquitaine réseau Canopé, 2010, 6e édition,  (ISBN 978-2-8661-7577-1)